# Pseudocraterellus pertenuis
Pseudocraterellus pertenuis är en svampart som först beskrevs av Skovst., och fick sitt nu gällande namn av D.A. Reid 1962. Pseudocraterellus pertenuis ingår i släktet Pseudocraterellus och familjen kantareller.   Inga underarter finns listade i Catalogue of Life.